# Bryotropha desertella
Bryotropha desertella — вид лускокрилих комах з родини виїмчастокрилі молі (Gelechiidae).

## Поширення
Вид поширений в більшій частині Європи, Північній Африці (Марокко), Туреччині, Туркменістані та на Далекому Сході Росії.

## Опис
Розмах крил 11—16 мм. Передні крила від сірувато-коричневого до вохристо-коричневого кольору, вкраплені ворсом. Задні крила блідо-коричневі, але темніші до верхівки.

## Спосіб життя
Імаго літають від початку квітня до кінця вересня. На півночі, ймовірно, одне покоління на рік, на півдні — два покоління на рік. Личинки живляться такими мохами, як Syntrichia ruraliformis, Homalothecium lutescens і Rhytidiadelphus squarrosus. Їх можна зустріти восени та навесні, вони мають темно-червонувато-коричневе тіло та блискучу чорну голову. Заляльковування відбувається в піщаному коконі.